# Hermann Theodor Wangemann

Hermann Theodor Wangemann

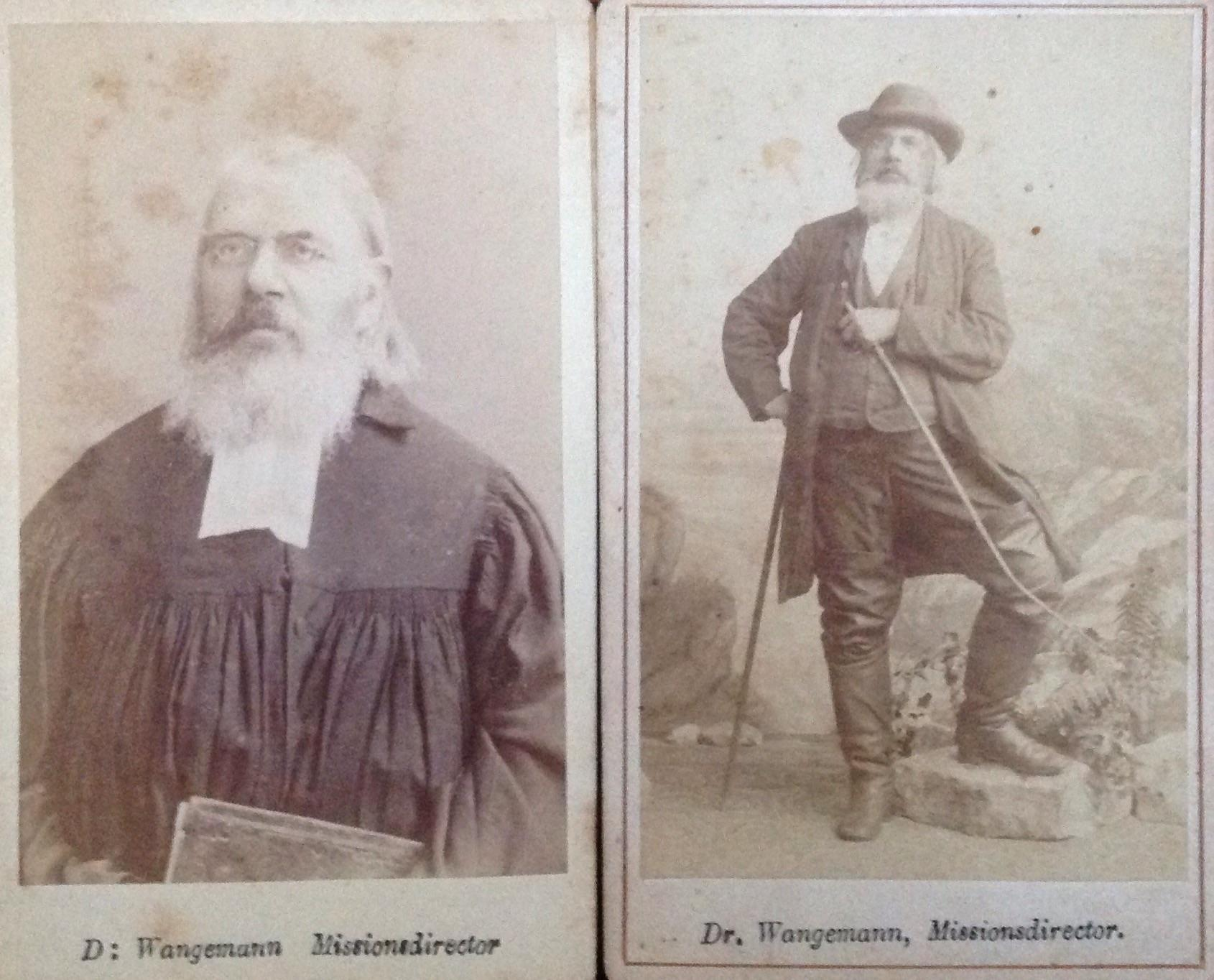
Hermann Theodor Wangemann (Fotografien)

Hermann Theodor Wangemann (* 27. März 1818 in Wilsnack in der Prignitz; † 18. Juni 1894 in Berlin) war ein lutherischer Theologe und Missionar.

## Leben
Nachdem er an der Universität Berlin Theologie und Philologie studiert hatte, bekleidete Wangemann 1840–1844 zunächst in Bern eine Stellung als Hauslehrer. 1842 wurde er an der Universität Halle zum Dr. theol. promoviert. Ab 1845 war er in Wollin in Hinterpommern als Rektor und als Hilfslehrer tätig. Nachdem er in Cammin 1849 Seminardirektor und Archidiakon geworden war, engagierte er sich in der Erweckungsbewegung. Ab 1858 redigierte er die Monatsschrift für die evangelisch-lutherische Kirche Preußens, die zentrale Publikation der vereinslutherischen Bewegung in Preußen. 1865 wurde er als Nachfolger von Johann Christian Wallmann zum Direktor der Berliner Missionsgesellschaft ernannt. Ab 1866 unternahm Wangemann Visitationsreisen zu den Missionsniederlassungen in Afrika und war er Herausgeber der Berliner Missionsberichte. In seinem Buch Maleo und Sekukuni – Ein Lebensbild aus Südafrika beschreibt seine erste Reise (1866–67) durch das Gebiet seiner Gesellschaft in Südafrika. In den Jahren 1884–85 folgte eine zweite Reise. Nach ihm wurde die Missionsstation „Wangemannshöh“ in Deutsch-Ostafrika benannt und die "Wangemann Street" in Pretoria, Südafrika.
Wangemann wurde auf dem Friedhof Georgen Parochial I in Berlin, Prenzlauer Berg, beigesetzt.

## Schriften
- Christliche Glaubenslehre für gebildete Leser aller Stände und Bekenntnisse aus der heiligen Schrift einfältig zusammengestellt. Haupt-Verein für christliche Erbauungsschriften, Berlin 1866 (online bei Google Books).
- Maleo und Sekukuni – Ein Lebensbild aus Südafrika. Der Ertrag ist für Zwecke der Berliner Mission, insonderheit für die Station Botshabelo bestimmt. Mit zehn Holzstichtafeln von G. Richter. Selbstverlag des Missionshauses, Berlin 1868.
- Geistliches Regen und Ringen am Ostseestrande – Ein kirchengeschichtliches Lebensbild aus der ersten Hälfte de XIX. Jahrhunderts. Berlin 1861 (Volltext)
- Geschichte der Berliner Missionsgesellschaft. 4 Bände, 1872–1977.